# ویکتور آدبویجو
ویکتور آدبویجو (انگلیسی: Victor Adeboyejo؛ زادهٔ ۱۲ ژانویهٔ ۱۹۹۸) بازیکن فوتبال اهل بریتانیا است.
از باشگاه‌هایی که در آن بازی کرده‌است می‌توان به باشگاه فوتبال بارنزلی، باشگاه فوتبال همل همپستید تاون، باشگاه فوتبال رویستون تاون، باشگاه فوتبال هیبریج، و باشگاه فوتبال لیتون اورینت اشاره کرد.